# IC 736
IC 736 — галактика типу E-S0 (еліптична спіральна галактика) у сузір'ї Лев.
Цей об'єкт міститься в оригінальній редакції індексного каталогу.